# Malaxis maclaudii
Malaxis maclaudii là một loài thực vật có hoa trong họ Lan. Loài này được (Finet) Summerh. mô tả khoa học đầu tiên năm 1934.